# Herz-Jesu-Kirche (Paderborn)

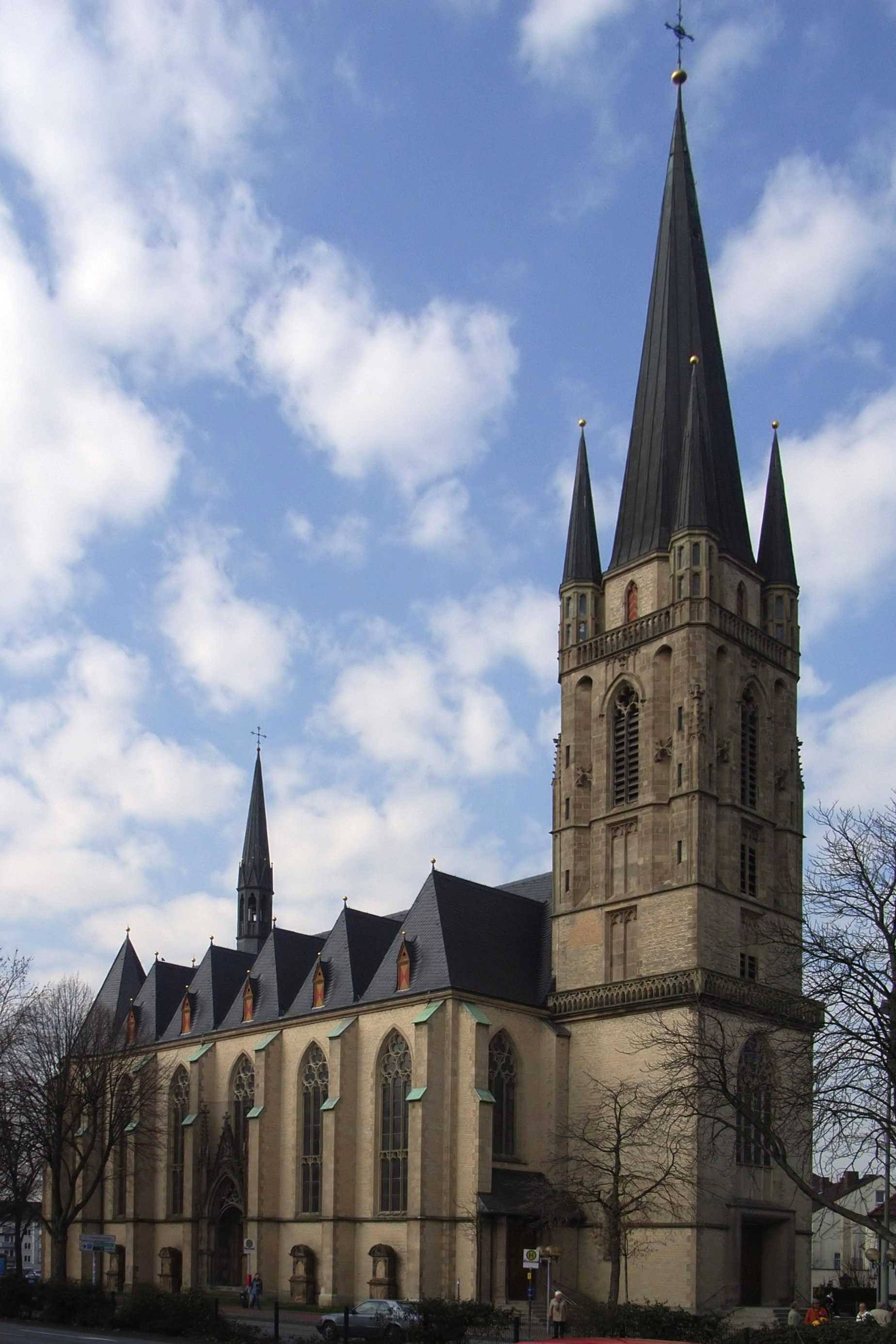
Herz Jesu in Paderborn

Die Herz-Jesu-Kirche (ⓘ) in Paderborn ist ein neugotischer römisch-katholischer Kirchenbau in der nordrhein-westfälischen Großstadt Paderborn, der in den Jahren 1897/1898 errichtet wurde. Sie ist unter der Nr. 6 in der Liste der Baudenkmäler von Paderborn eingetragen. Ihre gleichnamige Pfarrgemeinde gehört zum Dekanat Nord-Ost-West im Bistum Paderborn. 

## Geschichte
Der Ziegelbau wurde nach Plänen des Paderborner Dom- und Diözesanbaumeisters Arnold Güldenpfennig erbaut. Im Architekturmuseum der Technischen Universität Berlin ist eine von dem damals gerade 20-jährigen Architekten Carl Mohr erstellte Zeichnung erhalten, die auf den 2. März 1898 datiert und weitestgehend identisch mit dem ausgeführten Bau ist. Möglicherweise war Mohr damals Mitarbeiter von Güldenpfennig.

## Beschreibung
An der Südseite befinden sich im Außenbereich einige Bildstöcke aus Teutoburger Sandstein aus dem Jahr 1697, von denen zwei 2012 zugunsten einer Rollstuhlrampe an die Gebäuderückseite versetzt wurden.
Die Pfarrei Herz Jesu bildet zusammen mit St. Georg und St. Laurentius den Pastoralverbund Paderborn-West im Dekanat Paderborn des Erzbistums Paderborn. Dieser Pastoralverbund wird in Zukunft mit dem Pastoralverbund Paderborn Nord-Ost zu einem großen Pastoralverbund mit Sitz in St. Bonifatius zusammengelegt.

## Glocken
Aus dem Hauptturm rufen vier Glocken zu Gebet und Gottesdienst:
| Nr. | Nominal | Gussjahr | Gießer                  | Inschrift |
| --- | ------- | -------- | ----------------------- | --- |
| I   | d'-8    | 1953     | Albert Junker Brilon    | SOLI DEO GLORIA. + MICH GOSS A. JUNKER IN BRILON IM JAHRE DES HERRN 1953. +                                                          |
| II  | f'-8    | 1947     | Albert Junker Brilon    | A. JUNKER 1947. DEN GEFALLENEN DES WELTKRIEGES. HERR GIB IHNEN DIE EWIGE RUHE                                                        |
| III | g'-5    | 1953     | Albert Junker Brilon    | AVE MARIA. + MICH GOSS A. JUNKER IN BRILON IM JAHRE DES HERRN 1953. +                                                                |
| IV  | a'-8    | 1931     | Heinrich Humpert Brilon | GEGOSSEN VON H. HUMPERT IN BRILON. + MEIN ERZ GAB ICH FÜR’S VATERLAND, IN SCHWERER ZEIT ICH NEU ENTSTAND. HL. JOSEPH, BITTE FÜR UNS. |

Im Dachreiter hängt noch eine kleine Kleppglocke, die zum Einzug kurz vor der Messe läutet. Sie erklingt in a'' und wurde 1982 bei Petit & Edelbrock in Gescher gegossen.